# Милан Гајић (хокејаш)
Милан Гајић (енгл. Milan Gajic; Бернаби, 1. јун 1981) је бивши канадски професионални хокејаш српског порекла. Његова три брата, Ненад, Илија и Александар, су професионални играчи лакроса.

## Каријера
У млађим категоријама је наступао за екипе Мерит сентенијалс и Бернаби булдогс у Хокејашкој лиги Британске Колумбије (BCHL), од 1997. до 2001. године. На НХЛ драфту 2001. године је изабран као 112. пик од стране Атланта трашерса. Од 2001. до 2005. је на Универзитету Мичиген где је наступао за Мичиген вулверинсе. Своју професионалну каријеру је почео у Провиденс бруинсима 2005. године, који се такмиче у Америчкој хокејашкој лиги (AHL). Током каријере је наступао за више клубова из Хокејашке лиге Источне обале (ECHL) и Америчке хокејашке лиге. У сезони 2008/09 је играо у Данској за Нордсјеланд кобрас. Последњи клуб за који је наступао је Викторија салмон кингси.